# Стивън Волфрам
Стивън Волфрам (на английски: Stephen Wolfram), роден на 29 август 1959 г. в Лондон, е британско-американски учен (информатик и физик), както и предприемач.
Известен е с работата си в областта на физиката на елементарните частици и клетъчните автомати. Създател е на софтуерното приложение Mathematica и на Wolfram Alpha.
През последното десетилетие на ХХ век Волфрам разработва разбиране за природата и вселената като естествено сметачно устройство. Състоянията във всеки следващ момент се реализират въз основа на предходните, подобно на клетъчен автомат. Своите идеи той излага в обемиста книга, публикувана през 2002 г. Две десетилетия по-късно Волфрам обявява своя проект за откриване на фундаменталните съставки на физическия свят във формата на рекурсивни правила. Първоначално идеите му са посрещнати хладно от професионалната общност.
Волфрам е основател и главен изпълнителен директор на софтуерната компания Wolfram Research, където той работил като автор на езика „Mathematica“ и „Wolfram Alpha answer engine“. Последната му работа е върху програмирането, основано на знания, и разширяване и усъвършенстване на езика за програмиране „Mathematica“ в език Волфрам.
Стивън Волфрам е женен и има 4 деца.